# ザッツ・エンターテインメント
『ザッツ・エンタテインメント』（That's Entertainment!）はアメリカのミュージカル楽曲と同名の映画。

## 楽曲
1953年に公開されたアメリカ・メトロ・ゴールドウィン・メイヤー社のミュージカル映画『バンド・ワゴン』のために、ハワード・ディーツ（作詞）とアーサー・シュワルツ（作曲）が書下ろした歌曲。プロデューサーであったアーサー・フリードが、ショウ・ビジネスの世界を舞台とした同作には、『アニーよ銃をとれ』（1950年）の「ショウほど素敵な商売はない」のような曲が必要と考え、二人に依頼。30分あまりで一気呵成に書下ろしたのがこの曲であるという（ちなみに『バンド・ワゴン』における唯一の書下ろし曲でもある）。
映画では、フレッド・アステア扮する落ち目の映画俳優が、やり手の演出家（ジャック・ブキャナン）や友人の脚本家（ナネット・ファブレー、オスカー・レヴァント）に誘われて、斬新な舞台作品に挑戦する決意を固めるシーンで用いられ、上記の4人が歌って踊るほか、ラスト・シーンでもアステアの恋人役シド・チャリシーを交えて合唱し、まさしくショウ・ビジネスの賛歌といった観がある。『バンド・ワゴン』では主題歌とはならなかったが、後にジュディ・ガーランドが舞台で歌い、映画『ザッツ・エンタテインメント PART2』（歌詞は一部補綴がある）で主題歌としてアステアとジーン・ケリーが熱唱したこともあって、MGMミュージカルを代表する歌曲となった。

## 映画第一作（ザッツ・エンタテインメント）

### 概要
かつてハリウッド最大手として知られ、ミュージカル映画では他社の追随を許さなかったメトロ・ゴールドウィン・メイヤー（以下MGM）社が、創立50周年を記念して1974年に製作した、ミュージカル作品のアンソロジー映画。
当初、テレビ特番として放映する予定であったが、試写を見た幹部がそのできばえに感心し、自社映画として公開することを決定した。このことを知ったジーン・ケリーが、かつて同社に所属していたスターに声をかけ、プレゼンターとしてフレッド・アステア、ビング・クロスビー、フランク・シナトラ、エリザベス・テイラー、ミッキー・ルーニーなどの豪華な面々が出演。同年のヒット作となり、1960年代のヒッピー文化などの影響を受けて、1970年代中盤当時きわめて低調であったミュージカル映画にふたたび注目のあつまるきっかけとなった。
内容は『ブロードウェイ・メロディー』（1929年）にはじまるMGM社ミュージカルのなかから名シーンを抜粋し、プレゼンターのコメントを挟みつつ紹介してゆくというもの。モノクロやカラーの別にはこだわらず、通常サイズからシネマスコープまで画面の種類もさまざまな作品のなかから、ミュージカル・シーンにおいて優れたものだけを取出した作品であり、このため現在でもミュージカル映画の入門篇として高く推奨されることが多い。
またビデオ化やDVD化されなかった作品、国によっては未公開の作品も多く含まれるため、特にモノクロ時代のミュージカルに関する貴重な資料ともなっている。アンソロジー・ピースは時代順に配列することを原則としているが、フレッド・アステア、ジーン・ケリー、ジュディ・ガーランド、エスター・ウィリアムズの4人については、特にそれぞれのフィルモグラフィが独立してまとめて紹介される。
映画化にあたっては、新たにプレゼンターの登場するシーンが、カリフォルニア州のMGMの野外セットやその跡地、MGM本社やスタジオ前などで撮影された。「天の星の数よりも多いスターを擁する」と言われた1930年代から1950年代の最盛期に比べると、1974年当時のMGMにかつての面影はほとんどなく、長年使用されず雨ざらしで荒れ果てた野外セットは観客に隔世の感を与えた。
登場するスターたちも、アステア、クロスビーをはじめほとんどが老境にあったが、アステアがケリーの、ケリーがアステアの、そしてライザ・ミネリが母親であるガーランドのフィルモグラフィのプレゼンターとなるなど、スターたちの変わらぬ友情や家族愛、次代に受け継がれるミュージカルへの情熱をスクリーンのなかに見ることのできる作品である。

### 使用楽曲
- 『雨に唄えば』プロローグ - 『ハリウッド・レヴィユー』（1929年）よりクリフ・エドワーズ、『キートンの歌劇王』（1932年）よりジミー・デュランテとシドニー・トーラー、『リトル・ネリー・ケリー』よりジュディ・ガーランド、そしてタイトルにもなった『雨に唄えば』（1952年）よりジーン・ケリーとデビー・レイノルズとドナルド・オコーナーによる
- 『ブロードウェイ・メロディー』 - 『ブロードウェイ・メロディー』（1929年）よりチャールズ・キングとアンサンブルによる
- 『ロザリイ』 - 『ロザリイ』（1937年）よりエレノア・パウエルとアンサンブルによる
- 『Indian Love Call』 - 『ローズ・マリイ』（1936年）よりネルソン・エディとジャネット・マクドナルドによる
- 『A Pretty Girl Is Like a Melody』 - 『巨星ジーグフェルド』(1936年)よりデニス・モーガン（アラン・ジョーンズによる吹き替え）とヴァージニア・ブルースおよびジーグフェルド・ガールズによる
- 『ビギン・ザ・ビギン』 - 『踊るニュウ・ヨーク』（1940年）よりフレッド・アステアとエレノア・パウエルによる
- 『The Song's Gotta Come from the Heart』 - 『下町天国』（1947年）よりフランク・シナトラとジミー・デュランテによる
- 『The Melody of Spring』 - 『シンシア』（1947年）よりエリザベス・テイラーによる
- 『Honeysuckle Rose』 - 『万雷の歓呼』（1943年）よりレナ・ホーンによる
- 『私を野球に連れてって』 - 『私を野球につれてって』（1949年）よりジーン・ケリーとフランク・シナトラによる
- 『君はすてき』 - 『ワーズ&ミュージック』（1948年）よりジューン・アリソンによる
- 『The Varsity Drag』 - 『グッド・ニュース』（1947年）よりジューン・アリソンとピーター・ローフォードとアンサンブルによる
- 『Abba Dabba Honeymoon』 - 『愛の二週間』（1950年）よりデビー・レイノルズとカールトン・カーペンターによる
- 『It's a Most Unusual Day』 - 『スイングの少女』（1948年）よりジェーン・パウエルおよびウォーレス・ビアリーとスコッティ・ベケットとジョージ・クリーヴランドによる
- 『サンタフェ鉄道』 - 『ハーヴェイ・ガールズ』（1946年）よりジュディ・ガーランドとレイ・ボルジャーとヴァージニア・オブライエンとシド・チャリシーとマージョリー・メインとアンサンブルによる
- 『It Must Be You』 - 『キートンのエキストラ』（1930年）よりロバート・モンゴメリーとロティス・ハウエルによる
- 『Got a Feelin' for You』 - 『ハリウッド・レヴィユー』(1929年）よりジョーン・クロフォード（コンラッド・ネイジェルの導入）による
- 『Reckless』 - 『無軌道行進曲』（1935年）よりジーン・ハーロウ（ヴァージニア・ヴェリルによる吹き替え）とアンサンブルによる
- 『Did I Remember』 - 『暁の爆撃隊』（1936年）よりジーン・ハーロウ（ヴァージニア・ヴェリルによる吹き替え）とケーリー・グラントによる
- 『Easy to Love』 - 『踊るアメリカ艦隊』（1936年）よりジェームズ・ステュアートとエレノア・パウエルによる
- 『踊るリッツの夜』 - 『愚者の喜び』（1939年）よりクラーク・ゲーブルとアンサンブルによる
- 『Dear Mr. Gable (You Made Me Love You)』 - 『踊る不夜城』（1937年）よりジュディ・ガーランドによる
- 『Babes in Arms』 - 『青春一座』（1939年）よりミッキー・ルーニーとジュディ・ガーランドとダグラス・マクフェイルとベティ・ジェインズとアンサンブルによる
- 『Hoe Down』 - 『ブロードウェイ』（1941年）よりミッキー・ルーニーとジュディ・ガーランドとアンサンブルによる
- 『Do the La Conga』 - 『ストライク・アップ・ザ・バンド』（1940年）よりミッキー・ルーニーとジュディ・ガーランドおよびシドニー・ミラーとアンサンブルによる
- 『Waitin' for the Robert E. Lee』『ブロードウェイ』 -  『ブロードウェイ』（1941年）よりミッキー・ルーニーとジュディ・ガーランドとヴァージニア・ウェイドラーとアンサンブルによる
- 『ストライク・アップ・ザ・バンド』 - 『ストライク・アップ・ザ・バンド』（1940年）よりミッキー・ルーニーとジュディ・ガーランドとジューン・プレイサーとアンサンブルによる
- 『The Babbitt and the Bromide』 - 『ジーグフェルド・フォリーズ』（1946年）よりジーン・ケリーとフレッド・アステアによる
- 『誰にも奪えぬこの想い』 - 『ブロードウェイのバークレー夫妻』（1949年）よりジーン・ケリーとフレッド・アステアによる
- 『Heigh Ho the Gang's All Here』 - 『ダンシング・レディ』（1933年）よりフレッド・アステアとジョーン・クロフォードによる
- 『I Guess I'll Have to Change My Plan』 - 『バンド・ワゴン』（1953年）よりフレッド・アステアとジャック・ブキャナンによる
- 『Sunday Jumps』 - 『恋愛準決勝戦』（1951年）よりフレッド・アステアによる
- 『Shoes with Wings On』 - 『ブロードウェイのバークレー夫妻』（1949年）よりフレッド・アステアによる
- 『You're All the World to Me』 -  『恋愛準決勝戦』（1951年）よりフレッド・アステアによる
- 『Dancing in the Dark』 - 『バンド・ワゴン』（1953年）よりフレッド・アステアとシド・チャリシーによる
- 『百萬弗の人魚』（1952年）と『世紀の女王』（1944年）よりエスター・ウィリアムズの水中バレエのシーン
- 『I Wanna Be Loved by You』 - 『土曜は貴方に』よりデビー・レイノルズ（ヘレン・ケインの吹き替え）による
- 『I Gotta Hear That Beat』 - 『小都会の女』（1953年）よりアン・ミラーによる
- 『Be My Love』 - 『ニューオーリンズの美女』（1950年）よりキャスリン・グレイソンとマリオ・ランツァによる
- 『Make 'Em Laugh』 - 『雨に唄えば』（1952年）よりドナルド・オコーナーによる
- 『Cotton Blossom/Make Believe/Ol' Man River』 - 『ショウ・ボート』（1951年）よりキャスリン・グレイソンとハワード・キールとウィリアム・ウォーフィールドとアンサンブルによる
- 『By Myself』 - 『バンド・ワゴン』（1953年）よりフレッド・アステアによる
- 『Be a Clown』 - 『踊る海賊』（1948年）よりジーン・ケリーとニコラス・ブラザースによる
- 『The Children's Dance』 - 『Living in a Big Way』（1947年）よりジーン・ケリーによる
- 『Macoco daydream dance』 - 『踊る海賊』（1948年）よりジーン・ケリーによる
- 『ラ・クンパルシータ』 - 『錨を上げて』（1945年）よりジーン・ケリーによる
- 『New York, New York』 - 『踊る大紐育』よりジーン・ケリーとフランク・シナトラとジュールス・マンシンによる
- 『The Worry Song』 - 『錨を上げて』（1945年）よりジーン・ケリーとジェリー・マウスによる
- 『雨に唄えば』 - 『雨に唄えば』（1952年）よりジーン・ケリーによる
- 『Broadway Melody Ballet』 - 『雨に唄えば』（1952年）よりジーン・ケリーとアンサンブルによる
- 『La Cucaracha』 - 『サンタ・バーバラ祭』（1935年）よりガーランド・シスターズおよびポール・ポルカシによる
- 『Waltz with a Swing/Americana』 - 『Every Sunday』（1936年）よりジュディ・ガーランドとディアナ・ダービンによる
- 『Your Broadway and My Broadway』 - 『踊る不夜城』（1937年）よりジュディ・ガーランドとバディ・イブセンによる
- 『黄色いレンガの道をたどって/もしも知恵があったなら/オズの魔法使いに会いに行こう』 - 『オズの魔法使』（1939年）よりジュディ・ガーランドとバート・ラーとレイ・ボルジャーとジャック・ヘイリーとアンサンブルによる
- 『虹の彼方に』 - 『オズの魔法使』（1939年）よりジュディ・ガーランドによる
- 『But Not for Me』 - 『ガール・クレイジー』よりジュディ・ガーランドによる
- 『The Trolley Song/Under the Bamboo Tree/The Boy Next Door』 - 『若草の頃』よりジュディ・ガーランドとマーガレット・オブライエンとアンサンブルによる
- 『Get Happy』 - 『サマー・ストック』よりジュディ・ガーランドによる
- 『Going Hollywood』 - 『虹の都へ』（1933年）よりビング・クロスビーとアンサンブルによる
- 『Well, Did You Evah』 - 『上流社会』（1956年）よりビング・クロスビーとフランク・シナトラによる
- 『True Love』 - 『上流社会』（1956年）よりビング・クロスビーとグレース・ケリーによる
- 『Hallelujah』 - 『艦隊は踊る』（1955年）よりトニー・マーティンとアン・ミラーとヴィック・ダモーンとデビー・レイノルズとジェーン・パウエルとラス・タンブリンとアンサンブルによる
- 『Barnraising Dance (Bless Your Beautiful Hide)』 - 『掠奪された七人の花嫁』（1954年）より
- 『Gigi』 - 『恋の手ほどき』（1958年）よりルイ・ジュールダンによる
- 『Thank Heaven for Little Girls』 - 『恋の手ほどき』（1958年）よりモーリス・シュヴァリエによる
- 『An American in Paris Ballet』 - 『巴里のアメリカ人』（1951年）よりジーン・ケリーとレスリー・キャロンによる

### 出演者
（姓のアルファベット順、括弧内は日本語吹替）
| - ジューン・アリソン - エドワード・アーノルド - フレッド・アステア（立岡晃） - スコッティ・ベケット - ウォーレス・ビアリー - レイ・ボルジャー - ジョー・E・ブラウン - ヴァージニア・ブルース - ジャック・ブキャナン - ビリー・バーク - レスリー・キャロン - カールトン・カーペンター - ジョージ・クリーヴランド - モーリス・シュヴァリエ - ジョーン・クロフォード - ビング・クロスビー（中村正） - アーレン・ダール - ヴァージニア・デール - ヴィック・ダモーン - グロリア・デヘイヴン | - ジミー・デュランテ - ディアナ・ダービン - バディ・イブセン - ネルソン・エディ - クリフ・エドワーズ - クラーク・ゲーブル - エヴァ・ガードナー - ジュディ・ガーランド - ベティ・ギャレット - ケーリー・グラント - キャスリン・グレイソン - ヴァージニア・グレイ - ジャック・ヘイリー - ジーン・ハーロウ - レナ・ホーン - ベティ・ジェインズ - ヴァン・ジョンソン - アラン・ジョーンズ - ルイ・ジュールダン - バスター・キートン | - ハワード・キール - ジーン・ケリー（井上孝雄） - チャールズ・キング - バート・ラー - マリオ・ランツァ - ピーター・ローフォード - ジャネット・マクドナルド - ジョーン・マーシュ - トニー・マーティン - ライザ・ミネリ（天地総子） - ダグラス・マクフェイル - アン・ミラー - シドニー・ミラー - ロバート・モンゴメリー - デニス・モーガン - ジュールス・マンシン - ニコラス・ブラザース - マーガレット・オブライエン - ヴァージニア・オブライエン - ドナルド・オコーナー | - ポール・ポルカシ - エレノア・パウエル - ジェーン・パウエル - ジューン・プレイサー - デビー・レイノルズ（武藤礼子） - ジンジャー・ロジャース - ミッキー・ルーニー - フランク・シナトラ（家弓家正） - ジェームズ・ステュアート（浦野光） - ポーラ・ストーン - ラス・タンブリン - エリザベス・テイラー - シドニー・トーラー - オードリー・トッター - ウィリアム・ウォーフィールド - ヴァージニア・ウェイドラー - エスター・ウィリアムズ |

※日本語吹替：テレビ放送用に作られたもの。DVDに収録。初回放送1979年12月21日『ゴールデン洋画劇場』

## 映画第二作（ザッツ・エンタテインメント PART2）

### 概要
第一作の成功により、翌1975年続編として『ザッツ・エンタテインメント PART2』が企画された。本作では、前作で紹介しきれなかったミュージカル映画のほか、コメディ（マルクス兄弟やアボットとコステロ、レッド・スケルトンなど）、ストレート・プレイ（スペンサー・トレイシーとキャサリン・ヘプバーンの競演作品）などが紹介され、編集の方法も単純な時代順ではなく、ミュージカル・シークエンスの内容に沿った「意識の流れ」の手法によるものとなった。
また、前作にプレゼンターとして登場し、当時歌手として比肩するもののない地位を築いていたフランク・シナトラのフィルモグラフィも加えられている。
本作において特筆されるべきは、プレゼンターのフレッド・アステアとジーン・ケリーが、アンソロジー・ピースをつなぐ場面で「ザッツ・エンタテインメント」や「ビー・ア・クラウン」（コール・ポーター）をスタジオ内に作られたセットの中で歌い、踊り、ミュージカルによってミュージカルを紹介するという枠組みをとったことである。
アステアはジーンのつよい慫慂によって出演を決めたものの、当初は「ソング＆ダンスだけは勘弁してほしい」と主張していた。ところがBGMとなる「ザッツ・エンタテインメント」に関する打ち合わせ中に、突然、「ここで16小節くらい踊ってみたらどうだろう?」、「立ってしゃべっているだけでは、われわれはもう動けないと思われてしまうよ」と言いはじめ、最終的に上記二曲に歌詞の補綴を加え、歌によってアンソロジー・ピースを紹介しつつ、踊ってシーンをつなぐことが決まった。
これらのミュージカル・シークエンスはジーン・ケリーが振付と監督を行い、2人は『ジーグフェルド・フォリーズ』以来の競演を果たしたのであった。当時ケリーは64歳、アステアは76歳となっており、ミュージカル・シークエンスの撮影には「成功したが、ずいぶん奮闘した」（アステア）。
特に本作は、ミュージカル映画時代を代表するスターであったアステアにとって最後のミュージカル映画出演となり、映画、テレビを通してアステアのラスト・ダンスとなった。

### 使用映画
(公開年度順)
| - 『ブロードウェイ・メロディー』 - The Broadway Melody（1929年） - The Songwriters' Revue（1930年） - 『グランド・ホテル』 - Grand Hotel（1932年） - 『紅塵』 - Red Dust（1932年） - 『類猿人ターザン』 - Tarzan the Ape Man（1932年） - 『ダンシング・レディ』 - Dancing Lady（1933年） - 『虹の都へ』 - Going Hollywood（1933年） - 『ハリウッド・パーティー』 - Hollywood Party（1934年） - 『メリィ・ウィドウ』 - The Merry Widow（1934年） - 『孤児ダビド物語』 - David Copperfield（1935年） - 『踊るブロードウェイ』 - Broadway Melody of 1936（1935年） - 『オペラは踊る』 - A Night at the Opera（1935年） - 『嵐の三色旗(二都物語)』 - A Tale of Two Cities（1935年） - 『戦艦バウンティ号の叛乱』 - Mutiny on the Bounty（1935年） - 『踊るアメリカ艦隊』 - Born to Dance（1936年） - 『桑港』 - San Francisco（1936年） - 『マルクス一番乗り』 - A Day at the Races（1937年） - 『大地』 - The Good Earth（1937年） - 『少年の町』 - Boys Town（1938年） - Listen, Darling（1938年） - 『グレート・ワルツ』The Great Waltz（1938年） - Broadway Serenade（1939年） - 『チップス先生さようなら』Goodbye, Mr. Chips（1939年） - 『ニノチカ』 - Ninotchka（1939年） - 『風と共に去りぬ』 - Gone with the Wind（1939年） - 『ニュウ・ムウン』 - New Moon（1940年） - 『ブーム・タウン』 - Boom Town（1940年） - 『フィラデルフィア物語』 - The Philadelphia Story（1940年） - Lady Be Good（1941年） - 『奥様は顔が二つ』 - Two-Faced Woman（1941年） - 『美人劇場』 - Ziegfeld Girl（1941年） - White Cargo（1942年） - For Me and My Gal（1942年） - 『女性No.1』 - Woman of the Year（1942年） - 『火の女』 - Keeper of the Flame（1942年） - 『キャビン・イン・ザ・スカイ』 - Cabin in the Sky（1943年） - 『ガール・クレイジー』 - Girl Crazy（1943年） - 『姉妹と水兵』 - Two Girls and a Sailor（1944年） - 『若草の頃』 - Meet Me in St. Louis（1944年） | - 『ウィザウト・ラブ』 - Without Love（1945年） - 『凸凹ハリウッドの巻』 - Abbott and Costello in Hollywood（1945年） - 『錨を上げて』 - Anchors Aweigh（1945年） - 『ジーグフェルド・フォリーズ』 - Ziegfeld Follies（1946年） - 『雲流るるはてに』 - Till the Clouds Roll By（1946年） - 『下町天国』 - It Happened in Brooklyn（1947年） - 『大草原』 - The Sea of Grass（1947年） - 『踊る海賊』 - The Pirate（1948年） - 『イースター・パレード』 - Easter Parade（1948年） - 『ワーズ&ミュージック』 - Words and Music（1948年） - 『私を野球につれてって』 - Take Me Out to the Ball Game（1949年） - 『ブロードウェイのバークレー夫妻』 - The Barkleys of Broadway（1949年） - 『アダム氏とマダム』 - Adam's Rib（1949年） - 『アニーよ銃をとれ』 - Annie Get Your Gun（1950年） - 『土曜は貴方に』 - Three Little Words（1950年） - 『巴里のアメリカ人』 - An American in Paris（1951年） - 『ベル・オブ・ニューヨーク』 - The Belle of New York（1952年） - 『黒騎士』 - Ivanhoe（1952年） - 『雨に唄えば』 - Singin' in the Rain（1952年） - Lovely to Look At（1952年） - 『パットとマイク』 - Pat and Mike（1952年） - 『メリイ・ウィドウ』 - The Merry Widow（1952年） - 『百萬弗の人魚』 - Million Dollar Mermaid（1952年） - 『リリー』 - Lili（1953年） - 『小さな町の娘』 - Small Town Girl（1953年） - 『バンド・ワゴン』 - The Band Wagon（1953年） - Easy to Love（1953年） - 『キス・ミー・ケイト』 - Kiss Me, Kate（1953年） - 『掠奪された七人の花嫁』 - Seven Brides for Seven Brothers（1954年） - 『情欲の悪魔』 - Love Me or Leave Me（1955年） - 『いつも上天気』 - It's Always Fair Weather（1955年） - The Tender Trap（1955年） - 『舞踏への招待』 - Invitation to the Dance（1956年） - 『上流社会』 - High Society（1956年） - 『絹の靴下』 - Silk Stockings（1957年） - 『恋の手ほどき』 - Gigi（1958年） - 『走り来る人々』 - Some Came Running（1958年） - 『戦雲』 - Never So Few（1959年） - 『ジャンボ』 - Billy Rose's Jumbo（1962年） |

### 出演者
(姓のアルファベット順)
| - バッド・アボット - エディ・アンダーソン - ルイ・アームストロング - リュー・エアーズ - ジョン・バリモア - ライオネル・バリモア - ウォーレス・ビアリー - ロバート・ベンチリー - コンスタンス・ベネット - ジャック・ベニー - ジャック・ブキャナン - ジェームズ・キャグニー - サミー・カーン - ルイス・カルハーン - レスリー・キャロン - ガワー・チャンピオン - マージ・チャンピオン - シド・チャリシー - モーリス・シュヴァリエ - ロナルド・コールマン - ルー・コステロ - ジーン・コイン - ジョーン・クロフォード - ビング・クロスビー - ダン・デイリー | - ドリス・デイ - フィフィ・ドーセイ - メルヴィン・ダグラス - トム・ドレイク - マリー・ドレスラー - マーガレット・デュモント - ジミー・デュランテ - ネルソン・エディ - ナネット・ファブレイ - W・C・フィールズ - ボブ・フォッシー - クラーク・ゲーブル - グレタ・ガルボ - ジュディ・ガーランド - ベティ・ギャレット - グリア・ガースン - ハーミオン・ジンゴールド - ケーリー・グラント - フェルナンド・グラヴィ - キャスリン・グレイソン - キャロル・ヘイニー - オリヴァー・ハーディ - ジーン・ハーロウ - キャサリン・ヘプバーン - ジュディ・ホリデイ | - レナ・ホーン - ベティ・ハットン - アラン・ジョーンズ - ハワード・キール - グレース・ケリー - ジューン・ナイト - ミリッツァ・コリウス - ヘディ・ラマー - スタン・ローレル - ヴィヴィアン・リー - オスカー・レヴァント - マーナ・ロイ - ジャネット・マクドナルド - マルクス兄弟 - ロディ・マクドウォール - アン・ミラー - ロバート・モンゴメリー - ドナルド・オコーナー - モーリン・オサリヴァン - ウォルター・ピジョン - エレノア・パウエル - ウィリアム・パウエル - トミー・ロール - デビー・レイノルズ - ジンジャー・ロジャース | - ミッキー・ルーニー - アル・シーン - ダイナ・ショア - フランク・シナトラ - レッド・スケルトン - アン・サザーン - ジェームズ・ステュアート - ルイス・ストーン - エリザベス・テイラー - ロバート・テイラー - フランチョット・トーン - スペンサー・トレイシー - ラナ・ターナー - ボビー・ヴァン - グウェン・ヴァードン - エセル・ウォーターズ - デヴィッド・ウェイン - ジョニー・ワイズミュラー - エスター・ウィリアムズ - キーナン・ウィン - ロバート・ヤング - ビリー・バーク - クリフ・エドワーズ |

※日本語ナレーション：羽佐間道夫（テレビ放送用に作られたもの。DVDに収録。）

## 映画第三作（ザッツ・エンタテインメント PART3）

### 概要
第1作の公開から20年後、前作の公開から19年後の1994年に、MGM創立70周年を記念して『ザッツ・エンタテインメント PART3』が製作された。
今作は第一作の手法に立ち戻って、アンソロジー・ピースをミュージカル映画に絞り、複数のプレゼンターがMGMの映画製作に関する各部署（背景部、衣装部、保管庫など）を紹介しつつ、なつかしの名作を振り返る内容となった。
編集はほぼ時代順だが、第一作と同じく、アステア、ケリー、ガーランド、ウィリアムズの4人について特別に個人のフィルモグラフィが編集されている。
前二作とは異なり、MGMに保管されていたアウト・テイクが数多く紹介されている点に特色があり、エレノア・パウエルが『魅惑のリズム』を踊るシーンの撮影風景（『レディ、ビー・グッド』）、フレッド・アステアが『アイ・ワナ・ビー・ア・ダンシング・マン』の本編とアウト・テイクで寸分たがわぬダンスを披露するシーン（『ベル・オブ・ニューヨーク』）、ジュディ・ガーランドが『サマー・ストック』に先立ってハーフタキシード姿を披露するはずだった『ミスター・モノトニー』（『イースター・パレード』のアウト・テイク）や撮影中に降板した『アニーよ銃をとれ』のナンバーなど、貴重な場面が収録されている。
プレゼンターとしては、三作すべてに出演したジーン・ケリーをはじめ、第一作以来のデビー・レイノルズ、ミッキー・ルーニーのほか、エスター・ウィリアムズやレナ・ホーンが久々で公の場に姿をあらわした。ケリーにとっては本作が最後の映画出演となり、まさにハリウッドのミュージカル史を記念する作品であるといえよう。

### 使用楽曲
- 『Here's to the Girls』 - 『ジーグフェルド・フォリーズ』（1946年）よりフレッド・アステアによる
- 『My Pet Song』 - 『The Five Locust Sisters』（1928年）よりThe Five Locust Sistersによる
- 『雨に唄えば』（フィナーレ） -  『ハリウッド・レヴィユー』（1929年）よりクリフ・エドワーズとMGMスタジオ・オーケストラ・コーラスによる
- 『The Lockstep』 - 『時の行進』（1930年）よりDodge Twinsによる
- 『Clean as a Whistle』 -  『駄法螺男爵』（1933年）よりMGMスタジオ・オーケストラ・ガールズ・コーラスによる
- 『Ah, Sweet Mystery』 - 『浮かれ姫君』（1935年）よりジャネット・マクドナルドとネルソン・エディによる
- 『Hollywood Party』 - 『ハリウッド・パーティー』（1934年）よりMGMスタジオ・オーケストラ・コーラスによる
- 『Follow in my Footsteps』 - 『踊る不夜城』（1937年）よりエレノア・パウエルとロバート・テイラーとジョージ・マーフィとMGMスタジオ・オーケストラ・コーラスによる
- 『Fascinating Rhythm』 - 『Lady be Good』（1941年）よりエレノア・パウエルとMGMスタジオ・オーケストラ・コーラスによる
- 『Good Morning』 - 『青春一座』（1939年）よりミッキー・ルーニーとジュディ・ガーランドによる
- 『Ten Percent Off』 - 『This Time For Keeps』（1947年）よりジミー・デュランテとエスター・ウィリアムズによる
- 『Tom and Jerry fame』 - 『濡れたらダメよ』（1953年）よりエスター・ウィリアムズによる
- 『Finale of Bathing Beauty』 - 『世紀の女王』（1944年）よりエスター・ウィリアムズによる
- 『Cleopatterer』 -  『雲流るるはてに』（1946年）よりジューン・アリソンによる
- 『The Three B's』 - 『Best Foot Forward』（1943年）よりジューン・アリソン とグロリア・デヘイヴンとMGMスタジオ・オーケストラ・コーラスによる
- My Heart Sings - 『錨を上げて』（1945年）よりキャスリン・グレイソンによる
- Shakin' the Blues Away - 『イースター・パレード』（1948年）よりアン・ミラーとMGMスタジオ・オーケストラ・コーラスによる
- 『Pass That Peace pipe』（ダンス） - 『Good News』（1947年）よりジョアン・マクラケンとレイ・マクドナルドによる
- 『On The Town』 - 『踊る大紐育』(1949年)よりジーン・ケリーとフランク・シナトラとアン・ミラーとヴェラ＝エレン他2名による
- Baby, You Knock me out - 『いつも上天気』（1955年）よりシド・チャリシーとMGMスタジオ・オーケストラ・コーラスの男性による
- 『Ballin' The Jack』 - 『For me and my Gal』（1942年）よりジュディ・ガーランドとジーン・ケリーによる
- 『Dance with Squeaky Newspaper』 - 『サマー・ストック』（1950年）よりジーン・ケリーによる
- 『Slaughter on 10th Avenue』 - 『ワーズ&ミュージック』（1948年）よりヴェラ＝エレンとジーン・ケリーとMGMスタジオ・オーケストラ
- 『An American in Paris Ballet』 - 『巴里のアメリカ人』（1951年）よりジーン・ケリーとレスリー・キャロンによる
- 『Fit as a Fiddle』 - 『雨に唄えば』（1952年）よりジーン・ケリーとドナルド・オコーナーによる
- 『The Heather on the Hill』 -  『ブリガドーン』（1954年）よりジーン・ケリーとシド・チャリシーによる
- 『You Are my Lucky Star』 (アウトテイク) - 『雨に唄えば』（1952年）よりデビー・レイノルズによる
- 『You Stepped Out with the Dream』 - 『美人劇場』（1941年）よりトニー・マーティンとMGMスタジオ・オーケストラ・コーラス
- 『A Lady Loves』 - 『I Love Melvin』（1953年）よりデビー・レイノルズとMGMスタジオ・オーケストラ・コーラス
- 『Thanks a Lot But No Thanks』 - 『いつも上天気』（1955年）よりドロレス・グレイによる
- 『Two Faced Woman』 - 『Torch Song』（1953年）よりジョーン・クロフォードとMGMスタジオ・オーケストラ・コーラス
- 『Ma ma』 - 『ブロードウェイ』（1941年）よりミッキー・ルーニーと女性の吹き替えによる
- 『Where or When』 - 『ワーズ&ミュージック』（1948年）よりレナ・ホーンによる
- 『Just One of Those Things』 - 『Panama Hattie』（1942年）よりレナ・ホーンによる
- 『Ain't it the Truth』（アウトテイク） - 『キャビン・イン・ザ・スカイ』（1943年）よりレナ・ホーンによる
- 『Can't Help Lovin' Dat Man』 - 『ショウ・ボート』（1951年）よりエヴァ・ガードナーによる
- 『 Can't Help Lovin' Dat Man』 - 『雲流るるはてに』（1946年）よりレナ・ホーンによる
- 『I'm an Indian Too』（アウトテイク） - 『アニーよ銃をとれ』（1950年）よりジュディ・ガーランドによる
- 『I Wish I Were In Love Again』 - 『ワーズ&ミュージック』（1948年）よりジュディ・ガーランドとミッキー・ルーニーによる
- 『Swing Mr Mendelssohn』 - 『Everybody Sing』（1938年）よりジュディ・ガーランドとMGMスタジオ・オーケストラ・コーラスの少女たちによる
- 『In Between』 - 『初恋合戦』（1938年）よりジュディ・ガーランドによる
- 『黄色いレンガの道をたどって』 - 『オズの魔法使』（1939年）よりジュディ・ガーランドとマンチキンたちによる
- 『オズの魔法使いに会いに行こう』 - 『オズの魔法使』（1939年）よりマンチキンたちによる
- 『虹の彼方に』 -  『オズの魔法使』（1939年）よりジュディ・ガーランドによる
- 『How About You』 - 『ブロードウェイ』（1941年）よりジュディ・ガーランドとミッキー・ルーニーによる
- 『Minnie from Tridend』 - 『美人劇場』（1941年）よりジュディ・ガーランドとMGMスタジオ・オーケストラ・コーラスによる
- 『Who』 - 『雲流るるはてに』（1946年）よりジュディ・ガーランドによる
- 『March of the Doagies』 - 『ハーヴェイ・ガールズ』（1946年）よりジュディ・ガーランドとレイ・ボルジャー とMGMスタジオ・オーケストラ・コーラスによる
- 『Get Happy』 - 『サマー・ストック』（1950年）よりジュディ・ガーランドによる
- 『Mr Monotony』（アウトテイク） - 『イースター・パレード』（1948年）よりジュディ・ガーランドによる
- 『It Only Happens When I Danced with You』 - 『イースター・パレード』（1948年）よりフレッド・アステアとアン・ミラーによる
- 『Drum Crazy』 - 『イースター・パレード』（1948年）よりフレッド・アステアによる
- 『The Girl Hunter』 - 『バンド・ワゴン』（1953年）よりフレッド・アステアとシド・チャリシーによる
- 『Swing Trot』（主題曲） - 『ブロードウェイのバークレー夫妻』（1949年）より フレッド・アステアとジンジャー・ロジャースとMGMスタジオ・オーケストラ・コーラスによる
- 『I Wanna be a Dancin' Man』 - 『ベル・オブ・ニューヨーク』（1952年）よりフレッド・アステアによる
- 『Anything You Can Do』 - 『アニーよ銃をとれ』（1950年）よりベティ・ハットンとハワード・キールによる
- 『Stereophonic Sound』 - 『絹の靴下』（1957年）よりフレッド・アステアとジャニス・ペイジによる
- 『Shakin' the Blues Away』 - 『情欲の悪魔』（1956年）よりドリス・デイとMGMスタジオ・オーケストラ・コーラスによる
- 『監獄ロック』 - 『監獄ロック』（1957年）よりエルヴィス・プレスリーによる
- 『Gigi』 - 『恋の手ほどき』（1958年）よりルイ・ジュールダンによる
- 『That's Entertainment』 - 『バンド・ワゴン（1953年）よりフレッド・アステアとシド・チャリシーとMGMスタジオ・オーケストラ・コーラスによる

### 出演者
(姓のアルファベット順)
| - フレッド・アステア - ルシル・ボール - ジャック・ベニー - イングリッド・バーグマン - レイ・ボルジャー - ルシル・ブレマー - ジャック・ブキャナン - ビリー・バーク - ジョーン・クロフォード - アーレン・ダール - マリオン・デイヴィス - グロリア・デヘイヴン - マレーネ・ディートリヒ - ドリス・デイ - マリー・ドレスラー - ジミー・デュランテ | - バディ・イブセン - ネルソン・エディ - クリフ・エドワーズ - ヴェラ＝エレン - ナネット・ファブレイ - グレタ・ガルボ - エヴァ・ガードナー - ジュディ・ガーランド - ベティ・ギャレット - グリア・ガースン - ポーレット・ゴダード - ドロレス・グレイ - キャスリン・グレイソン - ジーン・ハーロウ - キャサリン・ヘプバーン - ルイ・ジュールダン | - バスター・キートン - ヘディ・ラマー - アンジェラ・ランズベリー - ヴィヴィアン・リー - オスカー・レヴァント - キャロル・ロンバード - マーナ・ロイ - ジャネット・マクドナルド - ジョアン・マクラケン - レイ・マクドナルド - カルメン・ ミランダ - マリリン・モンロー - リカルド・モンタルバン - ポリー・モーラン - ジュールス・マンシン - ジョージ・マーフィ | - ドナルド・オコーナー - ジャニス・ペイジ - エレノア・パウエル - ジェーン・パウエル - エルヴィス・プレスリー - ルイーゼ・ライナー - ジンジャー・ロジャース - ノーマ・シアラー - フランク・シナトラ - アン・サザーン - ラナ・ターナー - ナンシー・ウォーカー - フローマリ・ポンス - ロバート・ヤング - ミッキー・ルーニー |